# Ernst Fischer (Komponist)
Ernst Fischer (* 10. April 1900 in Magdeburg; † 10. Juli 1975 in Locarno) war ein deutscher Komponist. Er komponierte Operetten, Filmmusik, Orchestersuiten, Chansons und Klavierwerke und wurde bekannt für seine Beiträge zur Gehobenen Unterhaltungsmusik.
Von 1916 bis 1922 war er Schüler am Hoch’schen Konservatorium in Frankfurt und am Stern’schen Konservatorium in Berlin.
Ab 1926 war er in Berlin Stummfilmorganist und Verfasser von Kinotheken-Piecen. In den 1930er Jahren avancierte Fischer zu einem populären Radiokomponisten, dessen Konzertstücke aber auch gerne von den Promenaden- und Kurkapellen gespielt wurden. Fischer stand 1944 in der Gottbegnadeten-Liste des Reichsministeriums für Volksaufklärung und Propaganda.
Mit der 1936 geschriebenen viersätzigen Suite „Südlich der Alpen“ gelang Fischer der große, auch internationale Erfolg. In ihr zeigen sich alle Vorzüge und Talente des Komponisten: eine einfallsreiche, ins Ohr gehende Melodik, eine sowohl klangprächtige wie auch transparente Instrumentation sowie eine zündende Verschmelzung klassischer und moderner Tanzrhythmen und Harmonien. Weitere erfolgreiche Werke folgten, wie 1937 Ferientage, 1941 „Der Weg in die lockende Ferne“ und 1960 „Brasilia“.
„Ich habe sie immer verteufelt ernst genommen, die heitere Muse.“ Dieses Zitat kann als Lebensdevise Ernst Fischers aufgefasst werden. Mit seinen heiter-beschwingten Orchesterwerken verbinden sich nostalgische Erinnerungen an vergangene Rundfunkjahrzehnte mit ihren zahlreichen Unterhaltungskonzerten, die von versierten Funkorchestern einem breiten Hörerkreis bekannt gemacht wurden.
Nach dem Krieg arbeitete er als freier Mitarbeiter des NWDR in Köln und ab 1950 als Berater des Musikverlags Alfons Holzschuh in Ravensburg. Ab 1963 wohnte er in Ronco sopra Ascona.